# 类石额毛蛛
类石额毛蛛（学名：Caviphantes pseudosaxetorum）为皿蛛科额毛蛛属的动物。分布于尼泊尔以及中国大陆的湖北等地。